# Michał Tomaszek
Michał Tomaszek, OFM Conv. (23. září 1960, Łękawica – 9. srpna 1991, Pariacoto) byl polský římskokatolický kněz, řeholník řádu menších bratří konventuálů a misionář v Peru, kde byl zastřelen členy teroristického hnutí Světlá stezka. Katolická církev jej uctívá jako blahoslaveného mučedníka.

## Život

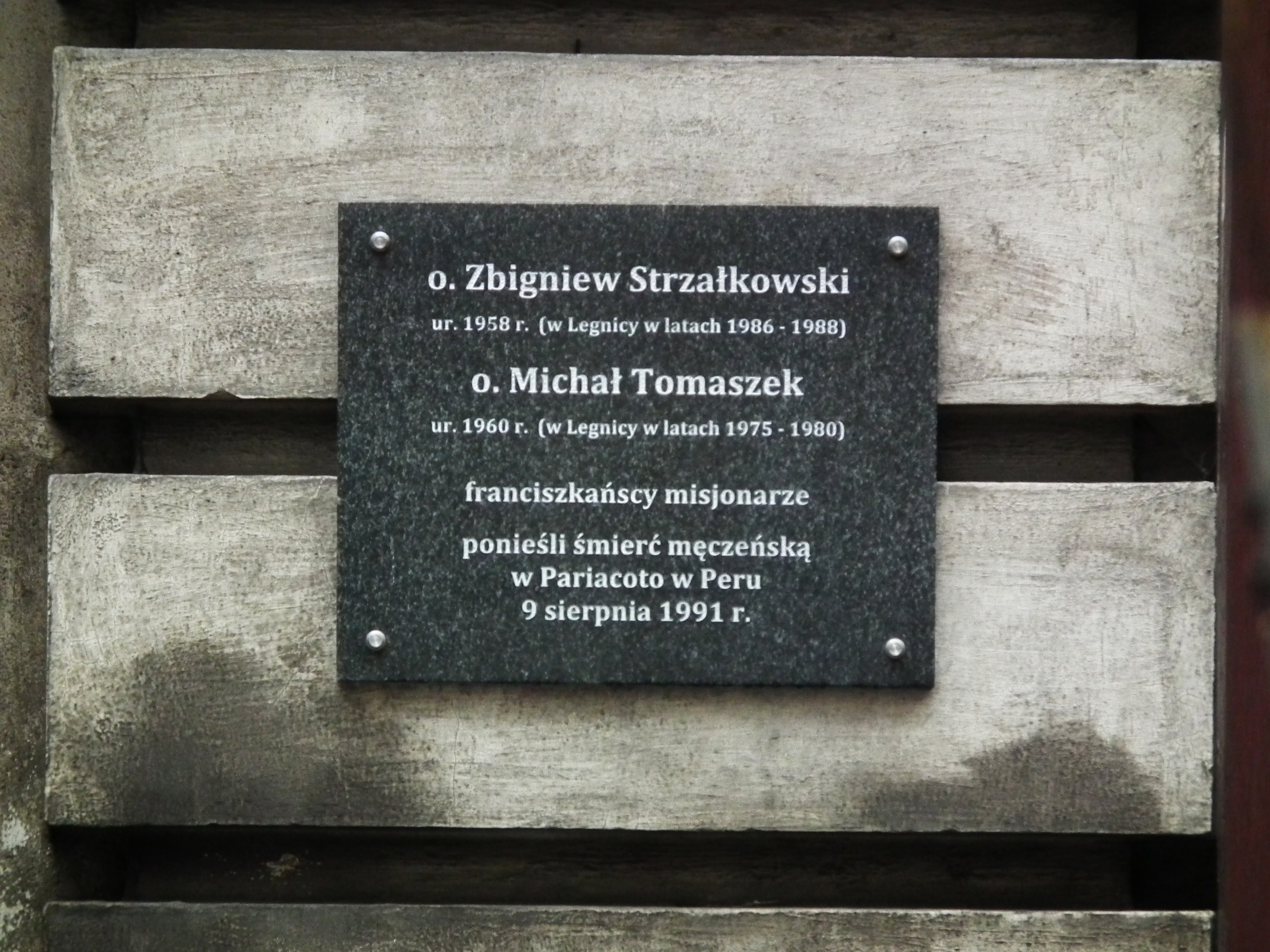
Pamětní deska jeho a jeho společníka na zdi kostela sv. Jana Křtitele v Lehnici

Narodil se dne 23. září 1960 v obci Łękawica u Żywiec rodičům Michału Tomaszekovi a Mieczysławě Tomaszek. Jeho rodiče byli farmáři. Měl dvě sestry a jednoho bratra. Dne 23. října téhož roku byl pokřtěn v kostele ve své rodné obci. V tomtéž kostele přijal dne 24. května 1969 první svaté přijímání.
Po dokončení studia na základní škole v Łękawici roku 1975 pokračoval ve studiu v Lehnici, na škole vedené františkány. Po pěti letech studia složil zkoušky. Dne 31. srpna 1980 zahájil v klášteře v Smardzewicích svůj noviciát v Řádu menších bratří konventuálů, jehož členové se nazývají minorité. V letech 1981–1987 studoval teologii na františkánském kněžském semináři v Krakově. Dne 1. září 1981 složil své první dočasné řeholní sliby, sliby doživotní složil dne 8. prosince 1985. Dne 7. června 1986 přijal z rukou kardinála Henryka Gulbinowicze ve františkánském kostele sv. Karla Boromejského ve Vratislavi jáhenské svěcení (při tomto obřadu přijal kněžské svěcení bl. Zbigniew Strzałkowski, jeho pozdější společník při mučednické smrti). Dne 23. května 1987 byl z rukou biskupa Albina Małysiaka vysvěcen na kněze a v období od 1. června 1987 do 24. července 1989 vykonával pastorační činnost ve městě Pieńsk.
Roku 1987 požádal o to, aby byl poslán na zahraniční misie. To se mu splnilo roku 1989 a dne 24. července téhož roku odjel na misi do andské vesničky Pariacoto v Peru. Navzdory přítomnosti teroristů a jejich výhrůžkám oblast neopustil. Dne 9. srpna 1991 byl spolu s knězem a spolubratrem Zbigniewem Strzałkowskim zastřelen členy teroristického hnutí Světlá stezka.
Pohřben byl do kostela v Pariacoto. Na místě jejich smrti byl vztyčen kamenný kříž. Roku 1991 udělila jemu a jeho společníkovi peruánská vláda posmrtně nejvyšší peruánské vyznamenání, Řád peruánského slunce. Dne 13. října 2015 byly jeho ostatky exhumovány a uloženy do nové rakve. Roku 2022 obdržel posmrtně Řád za zásluhy Polské republiky. V Polsku je po něm pojmenováno několik ulic.

## Úcta
Beatifikační proces jeho a jeho společníka Zbigniewa Strzałkowski započal dne 5. června 1995, čímž obdržel titul služebník Boží. Dne 3. února 2015 podepsal papež František dekret o jejich mučednictví.
Blahořečen pak byl spolu se svým společníkem Zbigniewem Strzałkowski dalším mučedníkem z té doby, italským knězem, působícím v Peru Alessandrem Dordim dne 5. prosince 2015 v peruánském městě Chimbote. Obřadu předsedal jménem papeže Františka kardinál Angelo Amato.
Jeho památka je připomínána 7. června. Je zobrazován v řeholním oděvu.